# Брунейско-таиландские отношения
Брунейско-таиландские отношения — двусторонние дипломатические отношения между Брунеем и Таиландом. У Брунея есть посольство в Бангкоке, а Таиланд имеет посольство в Бандар-Сери-Бегаване. Между государствами сложились близкие и крепкие отношения.

## История
Два корабля Королевского военно-морского флота Таиланда, HTMS Phosampton и HTMS Maeklong, посетили порт Бандар-Сери-Бегавана в марте 1971 года.
В 1984 году были установлены официальные двусторонние отношения между странами. В 2012 году султан Брунея Хассанал Болкиах совершил государственный визит в Таиланд, а премьер-министр Таиланда Йинглак Чиннават в том же году присутствовал на королевской свадьбе принцессы Хаджи Хафизы Сурурул Болкиах.

## Экономические отношения
Государства сотрудничают в области сельского хозяйства, энергетики, образования и халяльного сотрудничества, а Таиланд в настоящее время стремится инвестировать в нефтегазовый сектор Брунея и развивать совместные проекты в области возобновляемых источников энергии. Меморандум о взаимопонимании также был подписан в сфере сотрудничества в сельском хозяйстве, труде, избежании двойного налогообложения и борьбе с торговлей людьми. Таиланд был основным поставщиком риса в Бруней, что составляет 95 % запасов риса в этой стране. Кроме того, Бруней также стремится перенять технологию производства риса у Таиланда. В 2011 году Бруней входил в число девяти крупнейших торговых партнёров Таиланда, а общий объём товарооборота между двумя странами достиг суммы 269 миллионов долларов США. Экспорта из Таиланда в Бруней: рис, цемент, керамика, резиновые изделия, бумага и целлюлоза, тогда как экспорт из Брунея в Таиланд в основном приходится на железо и сталь.